# Levon Hayrapetyan
Levon Hayrapetyan (armenisch Լևոն Հայրապետյան / Lewon Hajrapetjan; * 17. April 1989 in Jerewan, Armenische SSR, Sowjetunion) ist ein ehemaliger  armenischer Fußballnationalspieler, der aber auch die deutsche Staatsangehörigkeit besitzt, da er in Deutschland aufwuchs. Er spielte in der Abwehr vorrangig als linker Außenverteidiger.

## Karriere

### Verein
Levon Hayrapetyan spielte in seiner Jugend bei dem Hamburger Verein Bramfelder SV, bevor er im Alter von fünfzehn Jahren in die Jugendabteilung des deutschen Profiklubs Hamburger SV wechselte. Dort schaffte er im Sommer 2008 den Sprung in den Kader der zweiten Mannschaft, wo er jedoch in zwei Spielzeiten nur zu sieben Kurzeinsätzen in der Regionalliga kam, weshalb er sich im Sommer 2010 dazu entschied den Verein zu verlassen.
Er wechselte ablösefrei zum armenischen Erstligisten und Rekordmeister FC Pjunik Jerewan. Dort kam er in der Rückrunde der Saison 2010 auf vier Einsätze.
Im Januar 2011 wechselte er wiederum ablösefrei zum polnischen Erstligisten Lechia Gdańsk, wo er sich als Stammspieler durchsetzen konnte. In eineinhalb Jahren kam er in 35 Spielen zum Einsatz. Am dritten Spieltag der Saison 2012/13 verletzte er sich jedoch schwer am Knie und musste aufgrund eines Kreuzbandrisses die restliche Saison pausieren. Am Ende der Saison wurde sein auslaufender Vertrag nicht verlängert.
Im Juli 2013 unterschrieb Hayrapetyan dann nach einem Probetraining einen Einjahresvertrag beim Ligakonkurrenten Widzew Łódź. Es folgte jeweils in Jahresabständen die Wechsel zum 1. FK Příbram, FC Pjunik Jerewan, Paykan FC Teheran, erneut FC Pjunik Jerewan und seit 2018 stand er beim FC Alaschkert Martuni unter Vertrag. Dort gewann er erneut den nationalen Pokal beendete im Sommer 2019 seine aktive Laufbahn.

### Nationalmannschaft
Hayrapetyan spielte schon für die Jugendauswahlmannschaften Armeniens. Für die U-19 und U-21 bestritt er insgesamt neun Spiele und erzielte ein Tor.
Nach seinem Wechsel zu Lechia Gdańsk wurde Hayrapetyan Anfang 2011 erstmals für die Armenische Fußballnationalmannschaft nominiert und kam am 9. Februar 2011 im Freundschaftsspiel gegen Georgien (1:2) zu seinem Debüt. Danach war er als Stammspieler in den Qualifikationsspielen für die Fußball-Europameisterschaft 2012 gesetzt.

## Erfolge
- Armenischer Meister: 2010, 2015
- Armenischer Pokalsieger: 2010, 2015, 2019
- Armenischer Superpokalsieger: 2010, 2015, 2018